# ジョシュ・ブッシュ
ジョシュ・ブッシュ（Josh Bush 1989年3月5日- ）はノースカロライナ州バーリントン出身の元アメリカンフットボール選手。ポジションはフリーセイフティ。

## 経歴
高校のときは、ディフェンスとオフェンスでプレー、最終学年には、6インターセプトをあげるとともに、クォーターバックとして676ヤードを投げるとともに、ランで642ヤードを獲得した。また野球でも州の決勝戦まで進んだことがある。
ウェイクフォレスト大学に進学した彼は、1年次の2007年は限られた出場機会しか与えられず17タックルどまりであった。2年次にはフリーセイフティとしてプレーするようになり、1インターセプトをあげた。このインターセプトは、ラッセル・ウィルソンの続けていた連続インターセプトなしのNCAA記録を379でストップさせた。3年次にはコーナーバックとフリーセイフティとしてプレー、8試合に先発出場し、33タックルをあげた。4年次にはフリーセイフティとして出場し、チームトップの6インターセプトをあげる活躍で、アトランティック・コースト・カンファレンスのファーストチーム、オールアメリカンサードチームに選ばれた。
2012年のNFLドラフト6巡でニューヨーク・ジェッツに指名され、5月6日に4年契約を結んだ。
2014年10月15日、ジェッツから解雇された。同年11月18日、デンバー・ブロンコスとプラクティス・スクワッドとして契約を結んだ。その後、アクティブロースターに昇格し、2試合に出場、12月28日のレギュラーシーズン最終週、オークランド・レイダース戦でデレック・カーからインターセプトをあげた。
2015年10月1日、ブロンコスからウェイバーされた。10月14日、アーロン・ウィリアムズが短期間、故障者リスト入りしているバッファロー・ビルズと契約を結んだが、10月23日に解雇された。12月1日、ブロンコスと契約を結んだ。チームは、第50回スーパーボウルに進出し、カロライナ・パンサーズを24-10で破った。

### 現役引退後
ブッシュは2021年よりカーレーシングチームのリチャード・チルドレス・レーシングにてピットクルーを務めている。この年のNASCARカップシリーズのコカ・コーラ600がデビュー戦となり、オースティン・ディロンのタイヤ交換を担当した。